# Wilhelmina Kennedy-Erskine
Wilhelmina Kennedy-Erskine (Montrose, 27 giugno 1830 – 9 ottobre 1906) è stata una nobildonna e scrittrice inglese.
Wilhelmina, nota anche come Mina, nacque il giorno dopo l'ascesa di Guglielmo IV. Viaggiò in tutta Europa, visitando le corti di Francia e Hannover.
Lady Munster divenne una romanziera e scrittrice di racconti. Nel 1889 pubblicò il suo primo romanzo, Dorinda; un secondo, A Scotch Earl, seguì due anni più tardi. Nel 1896 pubblicò Ghostly Tales, una raccolta di racconti sul soprannaturale. Lady Munster produsse anche una autobiografia intitolata My Memories and Miscellanies,  pubblicata nel 1904.

## Biografia
Wilhelmina nacque a Montrose, Scozia, nella casa di famiglia di Dun House, secondogenita di John Kennedy-Erskine, e di sua moglie, Lady Augusta FitzClarence, una figlia illegittima di Guglielmo IV. Suo padre, secondo figlio del conte di Cassilis, era capitano di un reggimento di cavalleria, il 16th Lancers, e scudiero di Guglielmo IV, prima di morire nel 1831. La sua nonna paterna, Anne Watts, era un discendente della famiglia Schuyler, della famiglia Van Cortland (tra cui Stephanus Van Cortlandt), e della famiglia Delancey del Nord America britannico.

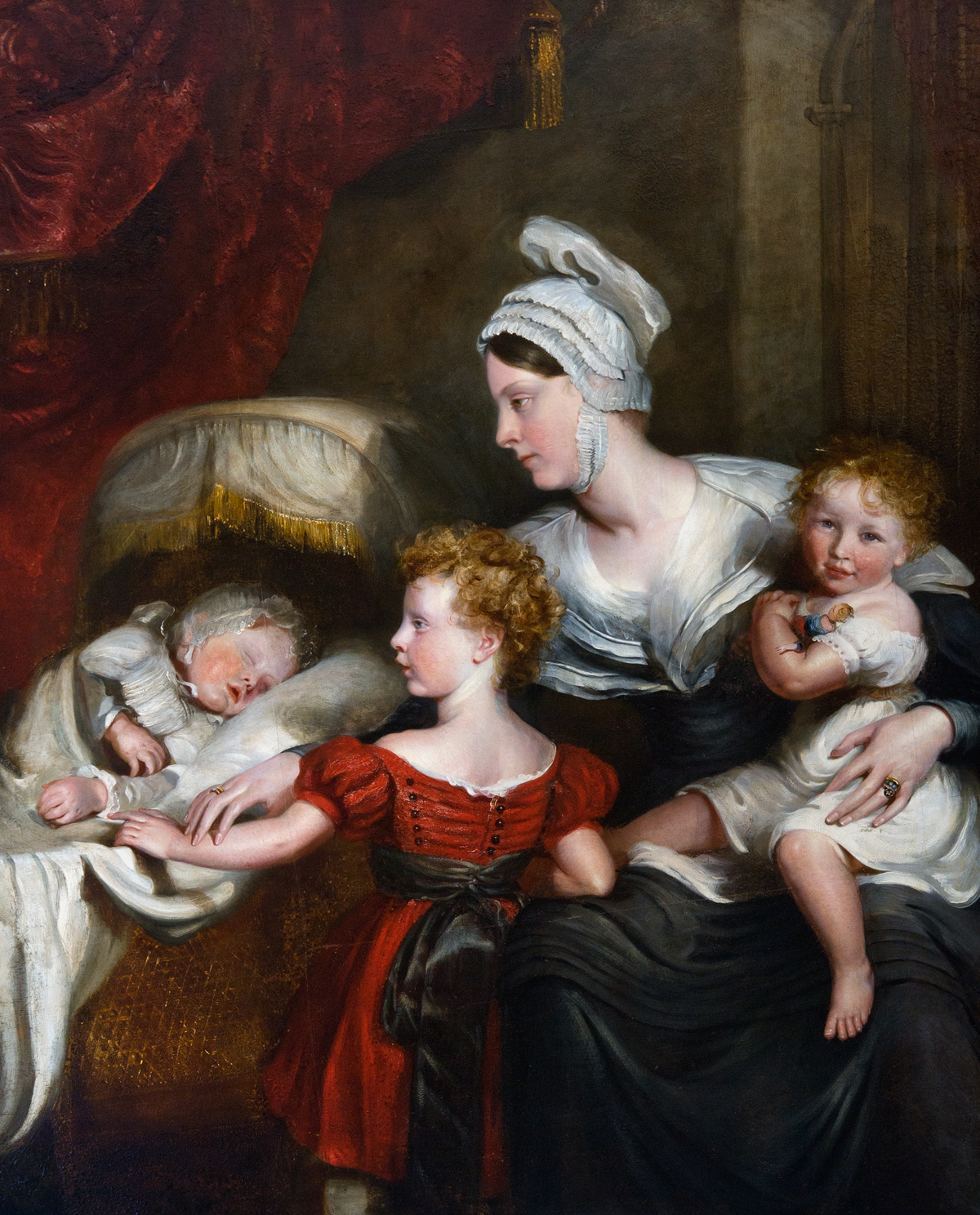
Wilhelmina (a destra), con sua madre e i suoi fratelli, dipinto di John Hayter, 1831.

Mina visse con la madre e i due fratelli in un'"affascinante casa di mattoni" sul Tamigi, Railshead, situata accanto a una casa di proprietà dei suoi nonni paterni, e spesso visitarono il Castello di Windsor.
Cinque anni dopo la morte del padre, Lady Augusta sposò Lord Frederick Gordon-Hallyburton, una decisione che dispiacque ai genitori del suo primo marito. Nel 1837 sua madre divenne governante a Kensington Palace, dopo la morte della sorella, Lady De L'Isle. Mina visse lì fino a quando non si sposò. Lei e sua sorella Millicent studiarono musica con un forte interesse in particolare per il soprano italiano Marietta Alboni.
Alla fine del 1840, Mina viaggiò attraverso l'Europa con la sua famiglia in modo da apprendere le lingue e completare l'educazione delle due sorelle. Il viaggio iniziò nel 1847, quando Mina si recò a Dresda dato il desiderio della madre di far conoscere alle proprie figlie la lingua tedesca. Dal 1847 al 1849 lei e la sua famiglia vissero a Parigi, dove furono ricevuti dalla famiglia reale francese. Nel 1850 visitarono la corte di Hannover e furono ricevuti da Ernesto Augusto I di Hannover e dalla sua famiglia. Nello stesso anno tornarono a Kensington Palace, mentre Mina e Millicent fecero il proprio debutto in società.

## Matrimonio
Sposò, il 17 aprile 1855, il cugino William FitzClarence (19 maggio 1824-30 aprile 1901), figlio di George FitzClarence, I conte di Munster e di Mary Wyndham. Ebbero nove figli:
- Edward FitzClarence, visconte Fitz-Clarence (29 marzo 1857-1870);
- Lionel Frederick Archibald Fitz-Clarence (24 luglio 1857-24 marzo 1863);
- Geoffrey FitzClarence, III conte di Munster (18 luglio 1859-2 febbraio 1902);
- Arthur Falkland Manners FitzClarence (1860-1861);
- Aubrey FitzClarence, IV conte di Munster (7 giugno 1862-1 gennaio 1928);
- William George FitzClarence (17 settembre 1864-4 ottobre 1899), sposò Charlotte Williams, ebbero due figlie;
- Harold Edward FitzClarence (15 novembre 1870-28 agosto 1926), sposò Frances Keppel, ebbero due figli;
- Lady Lilian Adelaide Katherine Mary FitzClarence (10 dicembre 1873-15 luglio 1948), sposò William Boyd, ebbero due figli;
- Lady Dorothea Augusta FitzClarence (5 maggio 1876-28 gennaio 1942), sposò per la seconda volta Chandos Lee-Warner, ebbero due figlie femmine.

Il conte e la contessa di Munster vissero a Palmeira Square a Brighton.

## Carriera letteraria
Lady Munster divenne una romanziera e scrittrice di racconti, scrivendo sotto lo pseudonimo di contessa di Munster. All'età di quasi sessant'anni, pubblicò due romanzi: Dorinda (1889) e A Scotch Earl (1891). La trama di Dorinda raccontava la storia di una giovane donna che alla fine si uccide dopo aver rubato le opere d'arte dai suoi amici. La trama di A Scotch Earl raccontava la storia di un nobile scozzese di nome Lord Invergordon. Oscar Wilde notò il talento di Lady Munster attraversò la lettura di Dorinda, paragonando l'eroina del romanzo "estremamente intelligente" ad una sorta di Becky Sharp di buona famiglia. Lo scrittore elogiò inoltre la capacità dell'autrice "di disegnare, in poche frasi, i ritratti più realistici di gruppi sociali ed eccezioni sociali". Nel 1888, un articolo firmato da Munster comparve sul magazine femminile The Woman's World, edito dallo stesso Wilde.
Al contrario, A Scotch Earl non ricevette critiche molto positive. Il magazine The Spectator pubblicò una recensione a breve distanza dall'uscita del romanzo, criticandone la natura di giudizio negativo verso l'alta società, affermando in tal senso come il messaggio fosse troppo vicino al repubblicanesimo o al socialismo. La recensione criticò l'assenza di "qualsiasi pregio di costruzione o di stile", affermando inoltre come l'autrice non fosse una scrittrice, né "sarà mai una scrittrice capace".
Nel 1896 pubblicò Ghostly Tales, un'antologia di racconti basata su episodi realmente accaduti. Una recensione positiva venne pubblicata sul periodico Saturday Review nel 1897, nella quale le storie furono descritte come divertenti e drammatiche. Venne tuttavia osservato al contempo come non tutti i racconti fossero basati su eventi soprannaturali. Lo scrittore Hugh Lamb incluse alcuni racconti della contessa, "Surprisingly Grim" e "The Tyburn Ghost", in un volume pubblicato nel 1979, Tales from a Gas-Lit Graveyard. Hugh affermò che le opere di Lady Munster furono "completamente trascurate dai bibliografi e dagli antologi sin dal momento della morte".
Nel 1904 pubblicò un'autobiografia dal titolo My Memories and Miscellanies. Il libro venne considerato un capolavoro dal The Manchester Guardian, al momento della sua morte nel 1906. La contessa scrisse l'intero libro a memoria, esprimendo nel contempo il rammarico per aver rinunciato a scrivere il proprio diario durante la gioventù dopo che qualcuno lo lesse in maniera impropria. Nella prefazione, spiegò inoltre come alcuni preziosi amici l'avessero convinta a scrivere l'autobiografia, nonostante la sua riluttanza dovuta al fatto che nel corso della sua "lunga vita" non si fossero "verificati molti eventi degni di nota". L'opera include diversi avvistamenti raccontanti dal fantasma femminile "Green Jean" al castello di Wemyss; Lady Munster affermò che diversi membri della sua famiglia, inclusa Millicent, videro un fantasma mentre si trovavano al maniero.

## Ascendenza
|                                                                              |                                                                             |                                     | Genitori                                                           |  |  | Nonni |  |  | Bisnonni                                |  |  | Trisnonni         |  |
|                                                                              |                                                                             |                                     |                                                                    |  |  |       |  |  | Archibald Kennedy, XI conte di Cassilis |  |  | Archibald Kennedy |  |
|                                                                              |                                                                             |                                     |                                                                    |  |  |       |  |  | Archibald Kennedy, XI conte di Cassilis |  |  | Archibald Kennedy |  |
|                                                                              |                                                                             | Mary Walter                         |                                                                    |  |  |       |  |  | Archibald Kennedy, XI conte di Cassilis |  |  |                   |  |
| Archibald Kennedy, I marchese di Ailsa                                       |                                                                             |                                     |                                                                    |  |  |       |  |  | Archibald Kennedy, XI conte di Cassilis |  |  |                   |  |
|                                                                              |                                                                             | Anne Watts                          | John Watts                                                         |  |  |       |  |  |                                         |  |  |                   |  |
|                                                                              |                                                                             | Anne Watts                          | John Watts                                                         |  |  |       |  |  |                                         |  |  |                   |  |
|                                                                              |                                                                             | Anne Watts                          | Anne DeLancey                                                      |  |  |       |  |  |                                         |  |  |                   |  |
| hon. John Kennedy-Erskine                                                    |                                                                             | Anne Watts                          |                                                                    |  |  |       |  |  |                                         |  |  |                   |  |
|                                                                              |                                                                             | John Erskine                        | John Erskine                                                       |  |  |       |  |  |                                         |  |  |                   |  |
|                                                                              |                                                                             | John Erskine                        | John Erskine                                                       |  |  |       |  |  |                                         |  |  |                   |  |
|                                                                              |                                                                             | John Erskine                        | Margaret Inglis                                                    |  |  |       |  |  |                                         |  |  |                   |  |
| Margaret Erskine                                                             |                                                                             | John Erskine                        |                                                                    |  |  |       |  |  |                                         |  |  |                   |  |
|                                                                              |                                                                             | Mary Baird                          | William Baird                                                      |  |  |       |  |  |                                         |  |  |                   |  |
|                                                                              |                                                                             | Mary Baird                          | William Baird                                                      |  |  |       |  |  |                                         |  |  |                   |  |
|                                                                              |                                                                             | Mary Baird                          | Alicia Johnston                                                    |  |  |       |  |  |                                         |  |  |                   |  |
| Wilhelmina Kennedy-Erskine                                                   |                                                                             | Mary Baird                          |                                                                    |  |  |       |  |  |                                         |  |  |                   |  |
|                                                                              | Giorgio III, re del Regno Unito di Gran Bretagna e Irlanda e re di Hannover | Federico, principe del Galles       |                                                                    |  |  |       |  |  |                                         |  |  |                   |  |
|                                                                              | Giorgio III, re del Regno Unito di Gran Bretagna e Irlanda e re di Hannover | Federico, principe del Galles       |                                                                    |  |  |       |  |  |                                         |  |  |                   |  |
|                                                                              | Giorgio III, re del Regno Unito di Gran Bretagna e Irlanda e re di Hannover | Augusta di Sassonia-Gotha-Altenburg |                                                                    |  |  |       |  |  |                                         |  |  |                   |  |
| Guglielmo IV, re del Regno Unito di Gran Bretagna e Irlanda e re di Hannover | Giorgio III, re del Regno Unito di Gran Bretagna e Irlanda e re di Hannover |                                     |                                                                    |  |  |       |  |  |                                         |  |  |                   |  |
|                                                                              |                                                                             | Carlotta di Meclemburgo-Strelitz    | Carlo Ludovico Federico di Meclemburgo-Strelitz, principe di Mirow |  |  |       |  |  |                                         |  |  |                   |  |
|                                                                              |                                                                             | Carlotta di Meclemburgo-Strelitz    | Carlo Ludovico Federico di Meclemburgo-Strelitz, principe di Mirow |  |  |       |  |  |                                         |  |  |                   |  |
|                                                                              |                                                                             | Carlotta di Meclemburgo-Strelitz    | Elisabetta Albertina di Sassonia-Hildburghausen                    |  |  |       |  |  |                                         |  |  |                   |  |
| lady Augusta FitzClarence                                                    |                                                                             | Carlotta di Meclemburgo-Strelitz    |                                                                    |  |  |       |  |  |                                         |  |  |                   |  |
|                                                                              |                                                                             | Francis Bland                       | Nathaniel Bland                                                    |  |  |       |  |  |                                         |  |  |                   |  |
|                                                                              |                                                                             | Francis Bland                       | Nathaniel Bland                                                    |  |  |       |  |  |                                         |  |  |                   |  |
|                                                                              |                                                                             | Francis Bland                       | Lucy Heaton                                                        |  |  |       |  |  |                                         |  |  |                   |  |
| Dorothea Jordan                                                              |                                                                             | Francis Bland                       |                                                                    |  |  |       |  |  |                                         |  |  |                   |  |
|                                                                              |                                                                             | Grace Phillips                      | …                                                                  |  |  |       |  |  |                                         |  |  |                   |  |
|                                                                              |                                                                             | Grace Phillips                      | …                                                                  |  |  |       |  |  |                                         |  |  |                   |  |
|                                                                              |                                                                             | Grace Phillips                      | …                                                                  |  |  |       |  |  |                                         |  |  |                   |  |
|                                                                              |                                                                             | Grace Phillips                      |                                                                    |  |  |       |  |  |                                         |  |  |                   |  |